# Nae Ionescu
Nae Ionescu, voller Name Nicolae C. Ionescu (* 4. Junijul. / 16. Juni 1890greg. in Brăila; † 15. März 1940 in Bukarest), war ein rumänischer Philosoph, christlich-orthodoxer Theologe, Universitätslehrer und Journalist. Er war Lehrer von Mircea Eliade, Constantin Noica Mircea Vulcănescu, Mihail Sebastian, Emil Cioran und Eugène Ionesco. Nae Ionescu gilt als der Begründer des rumänischen Existentialismus, bekannt als Trăirismus (rum. trăire = Erlebnis im Sinne einer inneren Wahrnehmung), eine philosophische Bewegung, die durch Irrationalismus, Mystik, Messianismus und Radikalismus gekennzeichnet war.

## Leben
Nae Ionescu besuchte in seiner Heimatstadt Brăila die Schule und begann dort auch sein Studium, wechselte dann aber nach Bukarest zur Fakultät für Literatur und Philosophie und schließlich nach Göttingen über. Zu Beginn des Weltkrieges war er in Rumänien, wo er am 25. November 1915 Margarete Helene Fotino heiratete. Im Januar 1916 gingen sie gemeinsam nach Deutschland. Nachdem Rumänien im August 1916 in den Krieg eintrat, wurden sie in das Gefangenenlager Schloss Celle bei Hannover interniert. Sein erster Sohn, Roger, wurde im Lager Anfang 1917 geboren. Der zweite Sohn, Răzvan, wurde im Juni 1918 geboren. Im Jahr 1919 verteidigte er seine Promotion in Philosophie über »Die Logistik als Versuch einer neuen Begründung der Mathematik« an der Universität München bei Baeumker. Später arbeitete Ionescu als Professor für Logik, Geschichte der Logik und Metaphysik an der Bukarester Universität und als Direktor der Tageszeitung Cuvântul (dt.: „Das Wort“; 1929–1933). In diesem national-orthodoxen Blatt ist eine Vielzahl von Artikeln zu Theologie, Literatur, Wirtschaft und Politik von ihm und später seinen Schülern veröffentlicht worden. Als Schüler Husserls hat er das Erleben in den Mittelpunkt seines Nachdenkens gestellt. In Rumänien hat er Nietzsche zu größerer Bekanntheit verholfen.
Wegen rechtsextremistischer Überzeugungen wurde er mehrfach verhaftet und lebte seit 1939 unter Hausarrest. Er starb am 15. März 1940 in seiner Villa in Băneasa in der Gegenwart der Pianistin Cella Delavrancea. Über seinen Tod wurden bald Gerüchte eines politischen Mordes verbreitet, doch dafür gibt es keine Belege.
Ionescu ist zwar der „Eisernen Garde“ nicht beigetreten, hat die national-konservative rumänische Elite jedoch nachhaltig beeinflusst. Besonders hervorzuheben sind sein Irrationalismus und seine Mystik, die eingebettet ist in die christlich-orthodoxe Ablehnung des Westens und der Juden. Für Ionescu und seine Schüler schließen Christentum und Judentum einander aus. So wurde er zu einem Wegbereiter des rumänischen Holocaust. Seiner lebensphilosophischen Haltung entsprechend gibt es kaum größere Werke von ihm. Rezipiert wurde er vor allem von den Rumänen im Pariser Exil. Im kommunistischen Rumänien standen seine Werke auf dem Index, so dass Ionescu erst in den 1990er Jahren in Rumänien wiederentdeckt wurde.

## Werke
- Curs de filosofie a religiei. 1924–1925, wörtl. „Vorlesungsreihe zur Religionsphilosophie, 1924–1925“,  ISBN 973-22-0624-1.
- „Creaţiune şi păcat“, wörtl. „Schöpfung und Sünde“, 1929 gehaltener Vortrag (Wortlaut hier).